# IC 1684
IC 1684 ist eine Spiralgalaxie vom Hubble-Typ S im Sternbild Fische auf der Ekliptik. Sie ist schätzungsweise 186 Millionen Lichtjahre von der Milchstraße entfernt und hat einen Durchmesser von etwa 30.000 Lichtjahren.
 Im selben Himmelsareal befinden sich unter anderem die Galaxien NGC 495, NGC 498, NGC 499 und NGC 501.
Das Objekt wurde am 1. Dezember 1899 vom französischen Astronomen Stéphane Javelle entdeckt.